# Маршалок Сейму Речі Посполитої
Маршалок Сейму — центральний несенаторський уряд Корони Польської та Речі Посполитої, голова з'їзду (сесії) Посольської Ізби Сейму.

## Історія
Наприкінці XV століття в Сеймі була сформована Посольська ізба, яка представляла шляхтичів. Вони почали обирати маршалка сейму або посольського з-поміж себе. За словами Станіслава Оріховського, обов'язки маршалка Сейму були встановлені лише 1564 року, вони були тотожними функціям надвірного маршалка. Це була суто почесна посада, оскільки маршалок Сейму навіть не впливав на перебіг дискусії у своїй палаті, він міг лише виголосити рішення. Лише 1764 року були введені сеймові положення, що встановлювали порядок денний засідання.
Поки існував звичай, за яким послами могли обиралися сенатори, останні могли також бути маршалками. Маршалок одного сейму не міг головувати на наступному. Однак, можна було неодноразово бути обраним, але не раз за разом. Маршалка сейму обирали всі посли не пізніше третього дня після відкриття сейму. До XVI століття застосовувалося правило одностайності, тоді було достатньо простої більшості голосів. З 1678 року маршалок обирався першого дня сесії. На цю посаду обирали за принципом так званої альтернативи, послідовно призначаючи маршалка з Великопольщі, Малопольщі та Литви (з 1673 р.) на знак рівності цих провінцій. Застосовувався принцип повороту (лат. turnum) — першими голосували депутати від провінції, з якої повинен був походити маршалок. Кожен посол міг подавати свого кандидата і для кожного підраховувалися голоси. Результати оголошував маршалок попереднього сейму, відомий як маршалок старого складу. Потім останній передав повноваження новообраному, вручав палицю як ознаку уряду. З 1669 року був запроваджений звичай складання присяги новообраними маршалками, підтверджений сеймовою конституцією 1768 року. Новообраний маршалок дякував за вибір, призначав секретаря сейму (з 1764 р.), який вів сеймовий діаріуш (щоденник). Він також призначив делегацію з чотирьох осіб, яка інформувала короля та сенат про його вибір і відкриття сесії Посольської Ізби.

## Маршалки Сейму Речі Посполитої

### МаршалкиСейму Королівства Польського
- Ян Сераковський (31 жовтня — 12 грудня 1548)
- Миколай Сініцький (15 травня — 26 липня 1550 р.)
- Рафал Лещинський (2 лютого — 11 квітня 1552)
- Миколай Сініцький (1 лютого — 29 березня 1553)
- Миколай Сініцький (22 квітня — 15 червня 1555)
- Миколай Сініцький (6 грудня 1556 — 14 січня 1557)
- Миколай Сініцький (5 грудня 1558 — 8 лютого 1559)
- Рафал Лещинський (30 листопада 1562 р. — 25 березня 1563 р.)
- Миколай Сініцький (22 листопада 1563 р. — 1 квітня 1564 р.)
- Миколай Сініцький (24 червня — 2 серпня 1564)
- Миколай Сініцький (18 січня — 14 квітня 1565)
- Станіслав Сендзівой Чарнковський (10 січня — 12 серпня 1569 р.)

### МаршалкиСейму Речі Посполитої
- Станіслав Шафранєц (29 квітня — 11 липня 1570)
- Миколай Ґжибовський (12 березня — 28 травня 1572)
- Ян Фірлей (5 квітня — 20 травня 1573)
- Вацлав Агріппа (22 лютого — 2 квітня 1574)
- Станіслав Шафранєц (30 серпня — 13 вересня 1574)
- Рафал Пшиємський (13-18 вересня 1574)
- Миколай Сініцький (7 листопада — 15 грудня 1575)
- Анджей Фірлей (31 березня — 29 травня 1576)
- Станіслав Пшиємський (22 січня — 8 березня 1581)
- Лев Сапіга (4 жовтня — 25 листопада 1582)
- Станіслав Пєкославський (15 січня — 28 лютого 1585)
- Станіслав Уханський (2 лютого — березень 1587)
- Каспер Дембінський i Павел Ореховський (30 червня — 19 серпня 1587)
- Ян Гаєвський (10 грудня 1587 — 20 січня 1588)
- Дмитро Халецький (6 березня — 23 квітня 1589)
- Єронім Ґостомський (8 березня — 21 квітня 1590)
- Ян Іздбінський-Рушецький (2 грудня 1590 — 15 січня 1591)
- Ян Домінікович Пац (7 вересня — 19 жовтня 1592)
- Микола Данилович (4 травня — 15 червня 1593)
- Станіслав Сашін Каршніцький (6 лютого — 21 березня 1595)
- Пйотр Мишковський (26 березня — 13 травня 1596)
- Пйотр Мишковський (10 лютого — 25 березня 1597)
- Флоріан Ґомолінський (8 березня — 13 квітня 1598)
- Ян Іванович Шуйський[2] (9 лютого — 21 березня 1600)
- Ян Збігнев Оссолінський (7 лютого — 13 березня 1601)
- Фелікс Криський (4 лютого — 5 березня 1603)
- Станіслав Янович Бєлазор (20 січня — 3 березня 1605)
- Станіслав Ришковський (7 березня — 18 квітня 1606)
- Миколай Мелінський (7 травня — 16 червня 1607)
- Кшиштоф Вєсьоловський (15 січня — 26 лютого 1609)
- Ян Свошовський (26 вересня — 9 листопада 1611)
- Максиміліан Пшерембський (28 лютого — 2 квітня 1613)
- Олександр Корвін-Госевський (3–24 грудня 1613)
- Ян Швєнтославський (12 лютого — 27 березня 1615)
- Якуб Щавінський (26 квітня — 7 червня 1616)
- Кшиштоф Вєсьоловський (13 лютого — березень 1618)
- Ян Швєнтославський (лютий–березень 1619)
- Якуб Щавінський (3 листопада — 11 грудня 1620)
- Ян Друцький-Соколінський (23 серпня — вересень 1621)
- Яків Собеський (24 січня — 5 березня 1623)
- Ян Ловіцький (11 лютого — березень 1624)
- Ян Друцький-Соколінський (7 січня — березень 1625)
- Яків Собеський (27 січня — 10 березня 1626)
- Марцін Жеґоцький (10–29 листопада 1626)
- Олександр Халецький (12 жовтня — 24 листопада 1627)
- Яків Собеський (27 червня — 18 липня 1628)
- Мацей Манєцький (9 січня — 20 лютого 1629)
- Стефан Пац (13–28 листопада 1629)
- Єжи Оссолінський (29 січня — березень 1631)
- Марцін Жеґоцький (11 березня — 3 квітня 1632)
- Кшиштоф Радзивілл (22 червня — 17 липня 1632)
- Яків Собеський (24 вересня — 15 листопада 1632)
- Миколай Остророг (8 лютого — 17 березня 1633)
- Гедеон Михайло Тризна (19 липня — 1 серпня 1634)
- Єжи Оссолінський (31 січня — 17 березня 1635)
- Миколай Лопацький (21 листопада — 9 грудня 1635)
- Казимир Лев Сапега (20 січня — 4 березня 1637)
- Ян Станіслав Яблоновський (3–18 червня 1637)
- Лукаш Опалінський (10 березня — 1 травня 1638)
- Владислав Кєрдей (5 жовтня — 16 листопада 1639)
- Ян Станіслав Яблоновський (19 квітня — 1 червня 1640)
- Богуслав Лещинський (20 серпня — 4 жовтня 1641)
- Кшиштоф Кезгайло Завіша (11–26 лютого 1642)
- Єжи Себастьян Любомирський (1 лютого — 29 березня 1643)
- Єронім Радзейовський (13 лютого — 27 березня 1645)
- Ян Миколай Станкєвич (25 жовтня — 7 грудня 1646)
- Станіслав Сарбєвський (2–27 травня 1647)
- Богуслав Лещинський (16 липня — 1 серпня 1648)
- Філіп Казимир Обухович (6 жовтня — 19 листопада 1648)
- Францішек Дубравський (19 січня — 14 лютого 1649)
- Богуслав Лещинський (22 листопада 1649 — 13 січня 1650)
- Вінцент Корвін-Госевський (21 листопада — 24 грудня 1650)
- Анджей Максиміліан Фредро (26 січня — 11 березня 1652)
- Александр Сєльський (23 липня — 17 серпня 1652)
- Кшиштоф Зиґмунт Пац (24 березня — 7 квітня 1653)
- Францішек Дубравський (11 лютого — 28 березня 1654)
- Кшиштоф Ґжимултовський (9 червня — 20 липня 1654)
- Ян Казимир Умястовський (19 травня — 20 червня 1655)
- Владислав Любовєцький (10 липня — 30 серпня 1658)
- Ян Кшиштоф Ґнінський (22 березня — 2 травня 1659)
- Михайло Казимир Радзивілл (2 травня — 18 липня 1661)
- Ян Вельопольський (20 лютого — 1 травня 1662)
- Ян Кшиштоф Ґнінський (26 листопада 1664 — 7 січня 1665)
- Ян Антоній Храповіцький (12–28 березня 1665)
- Ян Хризостом Пєняжек (17 березня — 4 травня 1666)
- Марцін Оборський (9 листопада — 23 грудня 1666)
- Анджей Францішек Котович (7 березня — 18 квітня 1667)
- Ян Кароль Чарторийський (24 січня — 7 березня 1668)
- Стефан Сарновський (27 серпня — 16 вересня 1668)
- Ян Антоній Храповіцький (5 листопада — 6 грудня 1668)
- Фелікс Казимир Потоцький (2 травня — 19 червня 1669)
- Анджей Кжицький (1 жовтня — 12 листопада 1669)
- Ян Казимир Кєрдей (5–26 березня 1670)
- Станіслав Іраклій Любомирський (9 вересня — 31 жовтня 1670)
- Марцін Оборський (26 січня — 14 березня 1672)
- Міхал Леон Соколінський (18 травня — 30 червня 1672)
- Стефан Станіслав Чарнецький (4 січня — 8 квітня 1673)
- Францішек Ян Бєлінський (15 січня — 22 лютого 1674), сейм конвокаційний
- Бенедикт Павєл Сапєга (20 квітня — 9 червня 1674)
- Микола-Єронім Сенявський (2 лютого — 14 березня 1676), сейм конвокаційний
- Владислав Міхал Скорашевський (14 січня — 26 квітня 1677)
- Францішек Стефан Сапєга (15 грудня 1678 — 4 квітня 1679)
- Ієронім Августин Любомирський (10 січня — 21 травня 1681)
- Рафал Лєщинський (27 січня — 10 березня 1683)
- Анджей Казимир Ґєлґуд (16 лютого — 31 травня 1685)
- Анджей Казимир Ґєлґуд (27 січня — 5 березня 1688)
- Станіслав Антоній Щука (17 листопада 1688 — 1 квітня 1689)
- Томаш Дзялинський (16 січня — 6 травня 1690)
- Анджей Казимир Кришпін-Кіршенштейн (9 січня — 11 лютого 1693)
- Анджей Казимир Кришпін-Кіршенштейн (22 грудня 1693)
- Анджей Казимир Кришпін-Кіршенштейн (12 січня — 24 березня 1695)
- Стефан Гумецький (29 серпня — 28 вересня 1696)
- Казимир Людвік Бєлінський (15 травня — 28 червня 1697)
- Кшиштоф Станіслав Завіша (17 вересня — 1 жовтня 1697)
- Кшиштоф Станіслав Завіша (16–28 квітня 1698)
- Станіслав Антоній Щука (16 червня — 30 ливня 1699)
- Ян Себастьян Шембек (22 грудня 1701 — 6 лютого 1702)
- Михайло Сервацій Вишневецький (11 червня — 19 липня 1703)
- Станіслав-Ернест Денгофф (4 лютого — квітень 1710)
- Станіслав-Ернест Денгофф (5–19 квітня 1712)
- Станіслав-Ернест Денгофф (31 грудня 1712 — 21 лютого 1713)
- Станіслав Лєдуховський (1 лютого 1717)
- Кшиштоф Станіслав Завіша (3 жовтня — 14 листопада 1718)
- Кшиштоф Станіслав Завіша (30 грудня 1719 — 22 лютого 1720)
- Кшиштоф Станіслав Завіша (30 вересня — 11 листопада 1720)
- Францішек Максиміліан Оссолінський (5 жовтня — 16 листопада 1722)
- Стефан Потоцький (2 жовтня — 13 листопада 1724)
- Стефан Потоцький (28 вересня — 9 листопада 1726)
- Теодор Юзеф Любомирський (22-25 серпня 1729)
- Теодор Юзеф Любомирський (2-14 жовтня 1730)
- Єжи Марцін Ожаровський (26 січня — 2 лютого 1733)
- Михайло Юзеф Масальський (27 квітня — 23 травня 1733)
- Францішек Радзевський (25 серпня — 28 вересня 1733)
- Антоній Юзеф Понінський (27 вересня — 8 листопада 1735)
- Вацлав Пйотр Жевуський (25 червня — 9 липня 1736)
- Казимир Рудзінський (6 жовтня — 17 листопада 1738)
- Казимир Карвовський (3 жовтня — 13 листопада 1740)
- Тадеуш Огінський (5 жовтня — 19 листопада 1744)
- Антоній Бенедикт Любомирський (3 жовтня — 14 листопада 1746)
- Войцех Семінський (30 вересня — 9 листопада 1748)
- Войцех Семінський (4–18 серпня 1750)
- Юзеф Адріан Масальський (2–26 жовтня 1752)
- Юзеф Адріан Масальський (30 вересня — 31 жовтня 1754)
- Адам Малаховський (2–11 жовтня 1758)
- Адам Малаховський (6–13 жовтня 1760]]
- Адам Малаховський (27 квітня — 2 травня 1761)
- Адам Малаховський (4–7 жовтня 1762)
- Адам Казимир Чарторийський (7 травня — 23 червня 1764)
- Юзеф Сильвестр Сосновський (27 серпня — 8 вересня 1764)
- Яцек Малаховський (3–20 грудня 1764)
- Целестин Чаплич (6 жовтня — 29 листопада 1766)
- Кароль Станіслав Радзивілл (5 жовтня 1767 — 5 березня 1768)
- Адам Понінський i Михайло Єронім Радзивілл (19 квітня 1773 — 11 квітня 1775)
- Анджей Мокроновський i Анджей Іґнацій Огінський[3](26 серпня — 31 жовтня 1776)
- Людвік Тишкевич (5 жовтня — 14 листопада 1778)
- Антоній Малаховський (2 жовтня — 11 листопада 1780)
- Казимир Красінський (30 вересня — 9 листопада 1782)
- Францішек Ксаверій Хомінський (4 жовтня — 13 листопада 1784)
- Станіслав Костка Ґадомський (2 жовтня — 13 листопада 1786)
- Станіслав Малаховський (6 червня 1788 — 29 травня 1792)
- Станіслав Костка Белінський (21 червня — 23 листопада 1793)